# Kolbeinsey
Kolbeinsey (o, Illa Kolbeinn, la Roca de la Gavina, Mevenklint, Mevenklip, i Meeuwen Steen) és una petita illa 105 quilòmetres al nord de la costa septentrional d'Islàndia, a 74 km al nord-oest de l'illa de Grímsey. L'illa és el punt més septentrional d'Islàndia i es troba al nord del cercle polar àrtic. És un accident geogràfic de basalt, desproveït de vegetació, està subjecte a l'erosió de les onades i s'espera que desaparegui en un futur proper, probablement al voltant de l'any 2020, basant-se en les actuals taxes d'erosió. Tot i així, a l'agost de 2020 imatges captades des d'un avió van demostrar que una petita part de l'illa continua visible, com a mínim, durant la marea baixa.
La mida original de l'illa és desconeguda. Quan es va mesurar per primera vegada el 1616, la seva mida era de 700 metres de nord a sud i 100 metres d'est a oest. El 1903, ja havia disminuït a la meitat d'aquesta mida. L'agost de 1985, la mida va ser donada com 39 metres d'amplada. A principis de 2001, Kolbeinsey havia reduït a una àrea de només 90 metres quadrats, el que correspondria a la mida d'un cercle d'uns 7,5 metres de diàmetre, o l'empremta d'un edifici residencial. L'illa té una elevació màxima de 8 metres.
El 1989 es va construir a l'illa un lloc d'aterratge per a helicòpters, però els esforços per enfortir l'illa han disminuït, en part a causa dels acords amb Dinamarca sobre els límits. El seu nom es deu a Kolbein Sigmundsson de Kolbeinsdal, a Skagafjörður, un poble d'Islàndia, qui es diu que el seu vaixell es va embarrancar allà, on va morir amb els seus homes.